# الكويت في الألعاب الأولمبية الصيفية 2004
تنافست الكويت في دورة الألعاب الأولمبية الصيفية 2004 التي أُقيمت في أثينا في اليونان، وفي الفترة من 13 إلى 29 أغسطس 2004.

## ألعاب القوى
حقق الرياضيون الكويتيون حتى الآن معايير التأهيل في الأحداث الرياضية التالية (بحد أقصى 3 رياضيين في كل حدث في المستوى "أ"، ورياضي واحد في المستوى "ب").
- ملاحظة- تُمنح الرتب المعطاة لسباقات المضمار ضمن منافسات المضمار للرياضي فقط
- Q = تأهل للجولة التالية
- q =التأهل إلى الجولة التالية كأسرع خاسر "أو"، في الفعاليات الميدانية، حسب المركز دون تحقيق هدف التأهل
- NR = الرقم القياسي الوطني
- N/A = جولة لا تنطبق على المنافسة
- Bye = الرياضي غير مطالب بالمنافسة في الجولة

الرجال
أحداث المضمار والطرق
| رياضي        | حدث                         | حرارة        | حرارة | نصف النهائي | نصف النهائي | أخير     | أخير     |
| رياضي        | حدث                         | نتيجة        | رتبة  | نتيجة       | رتبة        | نتيجة    | رتبة     |
| ------------ | --------------------------- | ------------ | ----- | ----------- | ----------- | -------- | -------- |
| محمد العازمي | 800 متر [الإنجليزية]        | 1:47.67      | 7     | لم يتقدم    | لم يتقدم    | لم يتقدم | لم يتقدم |
| فوزي الشمري  | 400 متر [الإنجليزية]        | 48.25        | 7     | لم يتقدم    | لم يتقدم    | لم يتقدم | لم يتقدم |
| بشار عمر     | 3000 متر موانع [الإنجليزية] | 8:48.65 ريال | 14    | —           | —           | لم يتقدم | لم يتقدم |

الأحداث الميدانية
| رياضي                     | حدث                      | مؤهل  | مؤهل | أخير     | أخير     |
| رياضي                     | حدث                      | مسافة | موضع | مسافة    | موضع     |
| ------------------------- | ------------------------ | ----- | ---- | -------- | -------- |
| علي الزنكاوي [الإنجليزية] | رمي المطرقة [الإنجليزية] | 71.06 | 31   | لم يتقدم | لم يتقدم |

سيدات
أحداث المضمار والطرق
| رياضي          | حدث                  | حرارة | حرارة | ربع النهائي | ربع النهائي | نصف النهائي | نصف النهائي | أخير     | أخير     |
| رياضي          | حدث                  | نتيجة | رتبة  | نتيجة       | رتبة        | نتيجة       | رتبة        | نتيجة    | رتبة     |
| -------------- | -------------------- | ----- | ----- | ----------- | ----------- | ----------- | ----------- | -------- | -------- |
| دانة النصرالله | 100 متر [الإنجليزية] | 13.92 | 8     | لم تتقدم    | لم تتقدم    | لم تتقدم    | لم تتقدم    | لم تتقدم | لم تتقدم |

## الجودو
| الرياضي    | المنافسة                   | دور الـ32                                   | دور الـ16     | ربع النهائي   | الدور نصف النهائي | إعادة المباراة 1 | إعادة المباراة 2 | إعادة المباراة 3 | النهائي / BM  | النهائي / BM |
| الرياضي    | المنافسة                   | المنافس نتيجة                               | المنافس نتيجة | المنافس نتيجة | المنافس نتيجة     | المنافس نتيجة    | المنافس نتيجة    | المنافس نتيجة    | المنافس نتيجة | رتبة         |
| ---------- | -------------------------- | ------------------------------------------- | ------------- | ------------- | ----------------- | ---------------- | ---------------- | ---------------- | ------------- | ------------ |
| ماجد العلي | رجال +100 كجم [الإنجليزية] | Boonzaayer (الولايات المتحدة) · خ 0000–1010 | لم يتقدم      | لم يتقدم      | لم يتقدم          | لم يتقدم         | لم يتقدم         | لم يتقدم         | لم يتقدم      | لم يتقدم     |

## الرماية
تأهل خمسة رماة كويتيين للمنافسة في المسابقات التالية:
الرجال
| الرياضي         | المنافسة              | مؤهل    | مؤهل | أخير     | أخير     |
| الرياضي         | المنافسة              | نقاط    | رتبة | نقاط     | رتبة     |
| --------------- | --------------------- | ------- | ---- | -------- | -------- |
| فهيد الديحاني   | فخ مزدوج [الإنجليزية] | 134 (3) | 8    | لم يتقدم | لم يتقدم |
| خالد المضف      | فخ                    | 121     | 4 س  | 141      | 6        |
| مشفي المطيري    | فخ مزدوج [الإنجليزية] | 131     | 12   | لم يتقدم | لم يتقدم |
| عبدالله الرشيدي | سكيت                  | 121     | =9   | لم يتقدم | لم يتقدم |
| ناصر المقلد     | فخ                    | 117     | =14  | لم يتقدم | لم يتقدم |

## الروابط الخارجية
- التقرير الرسمي للأولمبياد الثامن والعشرين
- اللجنة الأولمبية الكويتية باللغة العربية